# Greklands herrjuniorlandslag i ishockey
Greklands herrjuniorlandslag i ishockey representerar Grekland i ishockey för herrjuniorer. Laget spelade sin första landskamp den 27 december 1990 i Belgrad under juniorvärldsmästerskapets C-grupp, och förlorade då med 1-33 mot Jugoslavien.

### Fotnoter
1. ↑  ”Championnat du monde 1991 des moins de 20 ans”. Hockeyarvhives. 1990-1991. http://www.passionhockey.com/hockeyarchives/U-20_1991.htm. Läst 16 december 2013.